# Sinfonia n.º 1 (Borodin)
A Sinfonia Nº 1 em Mi bemol maior foi escrita por Aleksandr Borodin em 1869, com a orientação de Mily Balakirev.

## Movimentos
1. Adagio; Allegro
2. Scherzo – Prestissimo
3. Andante
4. Finale – Allegro molto

A Sinfonia Nº 1 dura aproximadamente 35 minutos.